# 토마 르마르
토마 베누아 르마르(프랑스어: Thomas Lemar, 1995년 11월 12일 ~ )는 프랑스의 축구 선수이다. 현재 라리가의 지로나 소속이며, 포지션은 윙어, 미드필더이다.

## 클럽 경력
르마르는 2013년에 SM 캉에서 데뷔하여 2015년에 모나코로 3,400,000 파운드의 이적료로 이적하였다.
2018년, 70m 유로의 이적료에 아틀레티코 마드리드로 이적하였다.

## 국가대표팀 경력
- 2018 FIFA 월드컵
- 2021 UEFA 유로

## 수상

#### AS 모나코
- 리그 1 : 2016-17

#### 아틀레티코 마드리드
- 라리가 : 2020-21
- UEFA 슈퍼컵 : 2018

#### 프랑스
- FIFA 월드컵 : 2018

### 개인
- 레지옹 도뇌르 : 2018
- UEFA 챔피언스리그 Breakthrough XI: 2016
- 리그 1 이 달의 선수 1회